# Надгробковий портрет Пальміри

Жіноча голівка з Пальміри

Надгробковий портрет Пальміри — уславлена сторінка меморіальної пластики доби античності у місті Пальміра.

## Передмова
Окрема сторінка світової меморіальної пластики — надгробковий портрет Пальміри доби пізньої античності.
Місто Пальміра (в сучасній Сирії) було вибудоване у оазі в піщаній пустелі. Але вигідне розташування на жвавому торговельному шляху пов'язало місто як з культурними і економічними центрами Азії, так і центрами Середземномор'я. Через місто текли скарби матеріальної культури Передньї Азії, Персії, Індії, Китаю з одного боку, від центрів Середземномор'я і Єгипту — з другого. Пальміра стала містом багатих торговців, керівників караванів, заможного чиновництва Римської імперії, римлян і місцевих уродженців, представників колоніальної і військової верхівки.
Римська провінція, Пальміра, однак мала власний варіант культури, власну арамейську мову і писемність. Азійське і давньоримське переплітались у Пальмірі тісно і плідно. Свідоцтва тому — давньоримський театр у місті, залишки вуличних колонад, храми міста, де використане надбання грецької і давньоримської архітектури. Широке використання місцевого каменя сприяло збереженню залишків місцевої архітектури, надгробків і зразків місцевої писемності, місцевого календаря донині.
Окрема сторінка місцевої культури — меморіальна пластика, надгробковий портрет з місцевого вапняка, що був пов'язаний як з місцевими традиціями і навіть модами, так і з давньоримським скульптурним портретом, єдиною галуззю культури Стародавнього Рима, що досягла високої художньої довершеності в добу пізньої античності.
Розквіт надгробкового портрета в Пальмірі датують 2-3 століттями нашої ери.

## Характеристика надгробків

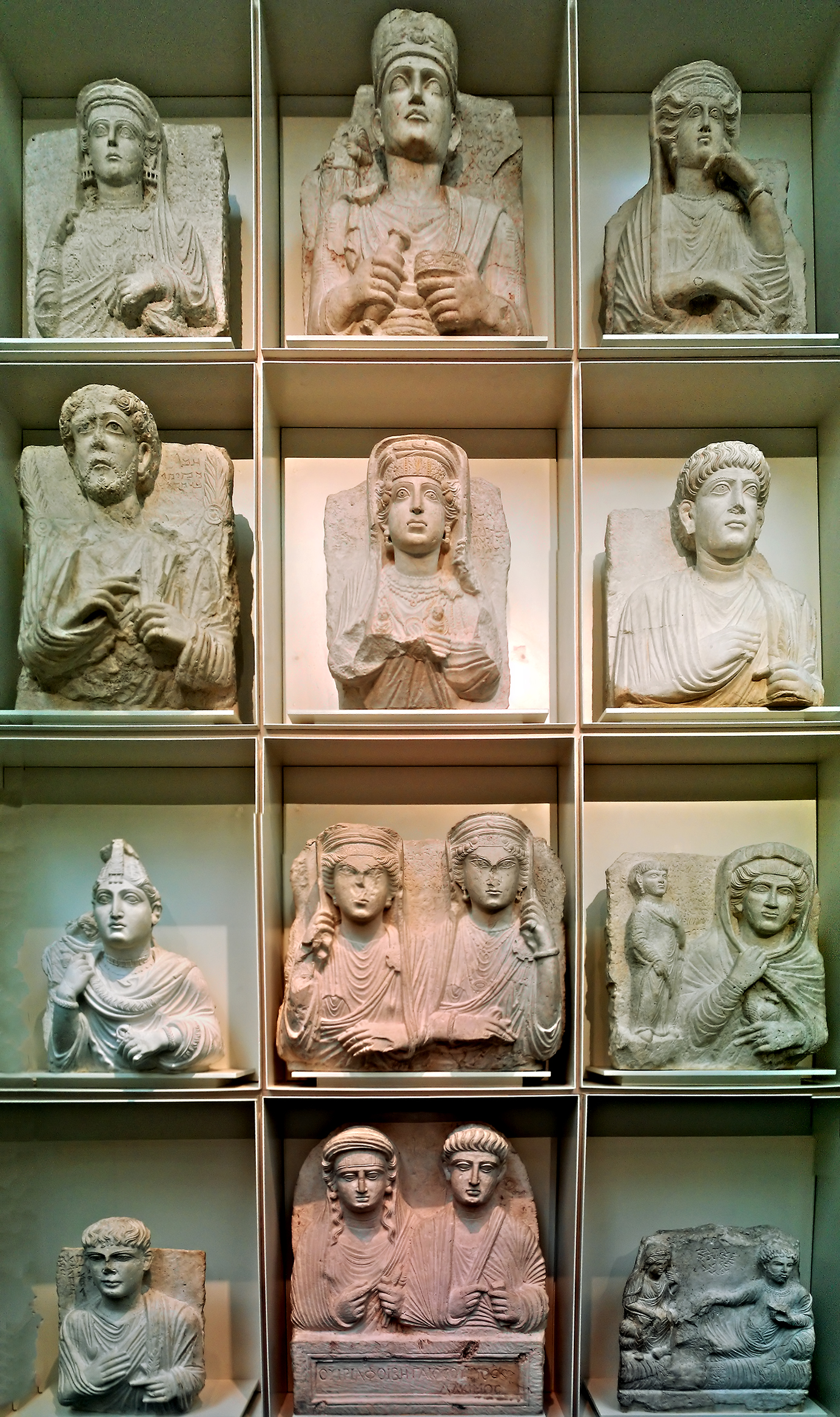
Надгробки з Пальміри, Британський музей.

Багаті верства мешканців міста замовляли власні надгробкові портрети ще за життя. Це сприяло появі у місті майстерень з виготовлення художніх надгробків. На початок 21 ст. знайдено близько трьох сотень зразків меморіальної пластики з Пальміри. Всі вони вивезені з околиць міста, де на пагорбах були розташовані декілька кладовищ, склепів і веж для поховань багатіїв міста.
У склепах і мурах веж облаштовували ніші (гумхи), де розміщали померлих у декілька ярусів. Ніші закривали вапняковими надгробками з портретом померлого. Надгробки були майже стандартного розміру з поясним зображенням мерця і епітафією. Завдяки написам збережені імена померлих, їх посади за життя, імена батьків, також дати смерті, що дозволило досить точно датувати пам'ятки і часові межі побутування культурного феномена.

## Стилістика надгобків з Пальміри

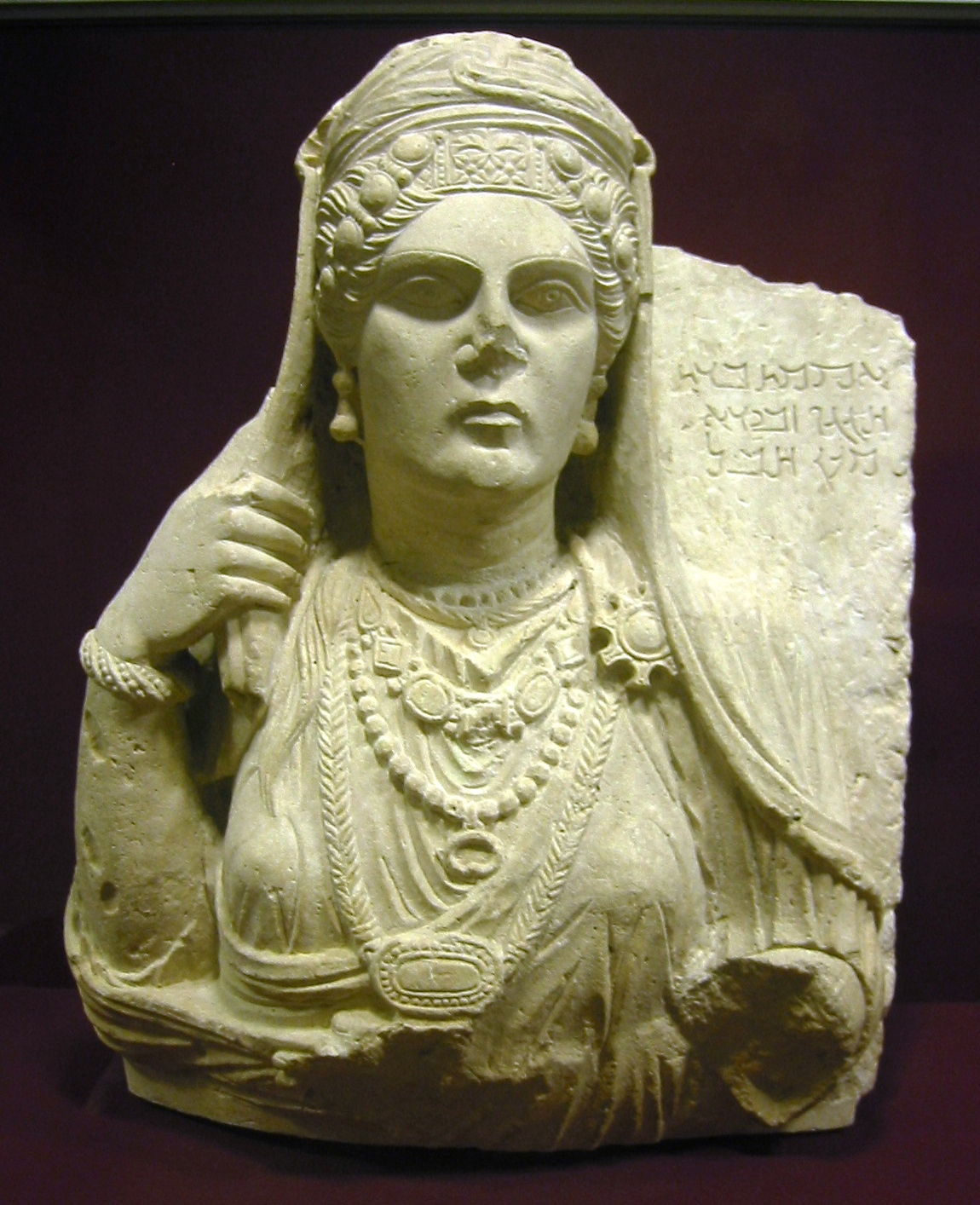
Надгробковий жіночий портрет. Пальміра, II ст. н. е., Британський музей

Надгробковому портрету з Пальміри притаманні фронтальна подача фігур, залишки неподоланої площинності, декоративність у відображенні зачісок і схематизм одягу, реалістичне відображення ювелірних виробів жінок, при цьому — схематизм і спрощення рис облич Еволюція йшла від надто узагальнених і схематичних зображень у бік симетрії і декотрої ідеалізації образів, виправлення індивідуальних рис і штучного притягування їх до зовнішньої привабливості, прагнення до ідеалізації. При цьому зберігались риси реалістичності і узагальнення.
Пальміра як місто було поруйноване 273 року н. е. завойовниками і традиція місцевого надгробкового портрета увірвалась остаточно.
Етап розвитку надгробкового портрета у Пальмірі разом із пізнім скульптурним портретом Стародавнього Рима став підґрунтям для розвитку портретного мистецтва Візантії і декортих канонів візантійського іконопису.

## На початок XXI ст
Надгробки варварськи збивали з ніш, часто виламували лише кам'яні голови, що приводило до втрат епітафій-написів, надзвичайно важливих для ідентифікації пам'яток. Надгробки з Пальміри на початок XXI століття розсіяні по великим музеям Північної Америки, Західної Європи, Азії.

## Галерея фото

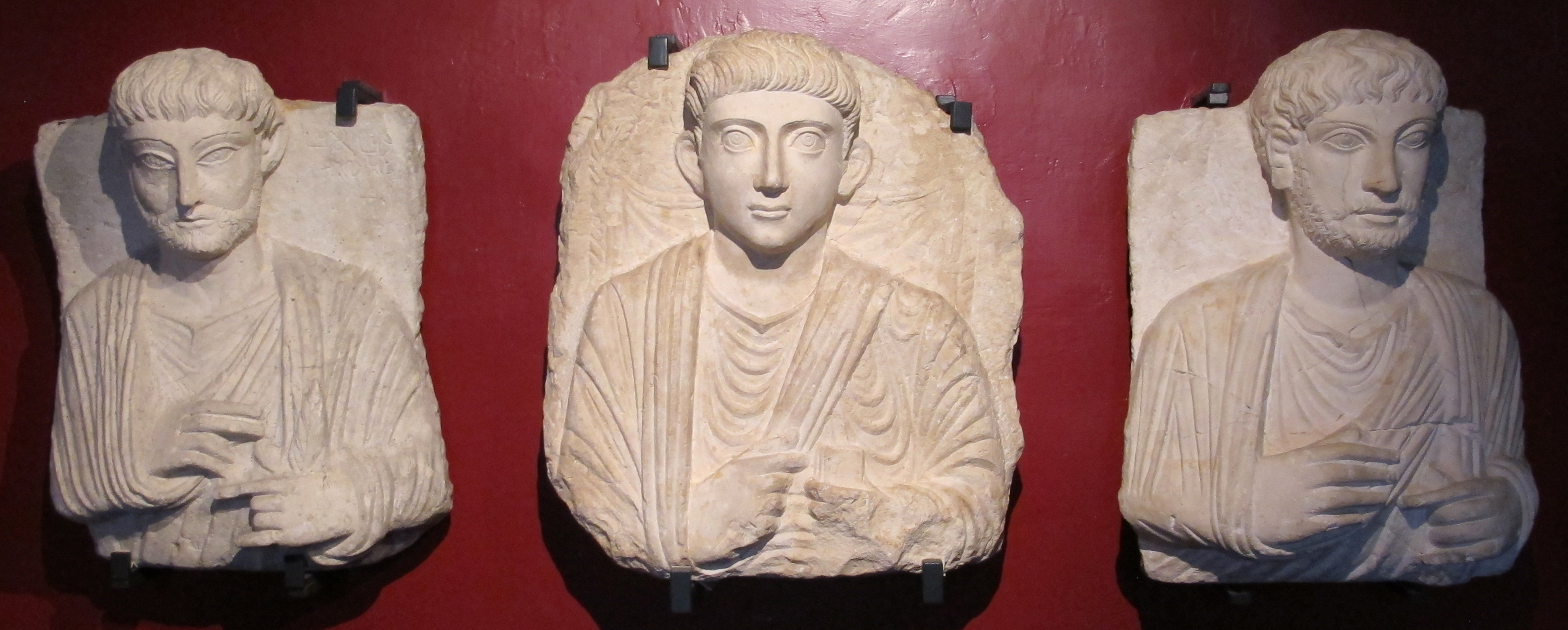
Три чоловічі надгробки з Пальміри, бл. 2 ст. н. е., Григоріанський Єгипетський музей, Італія

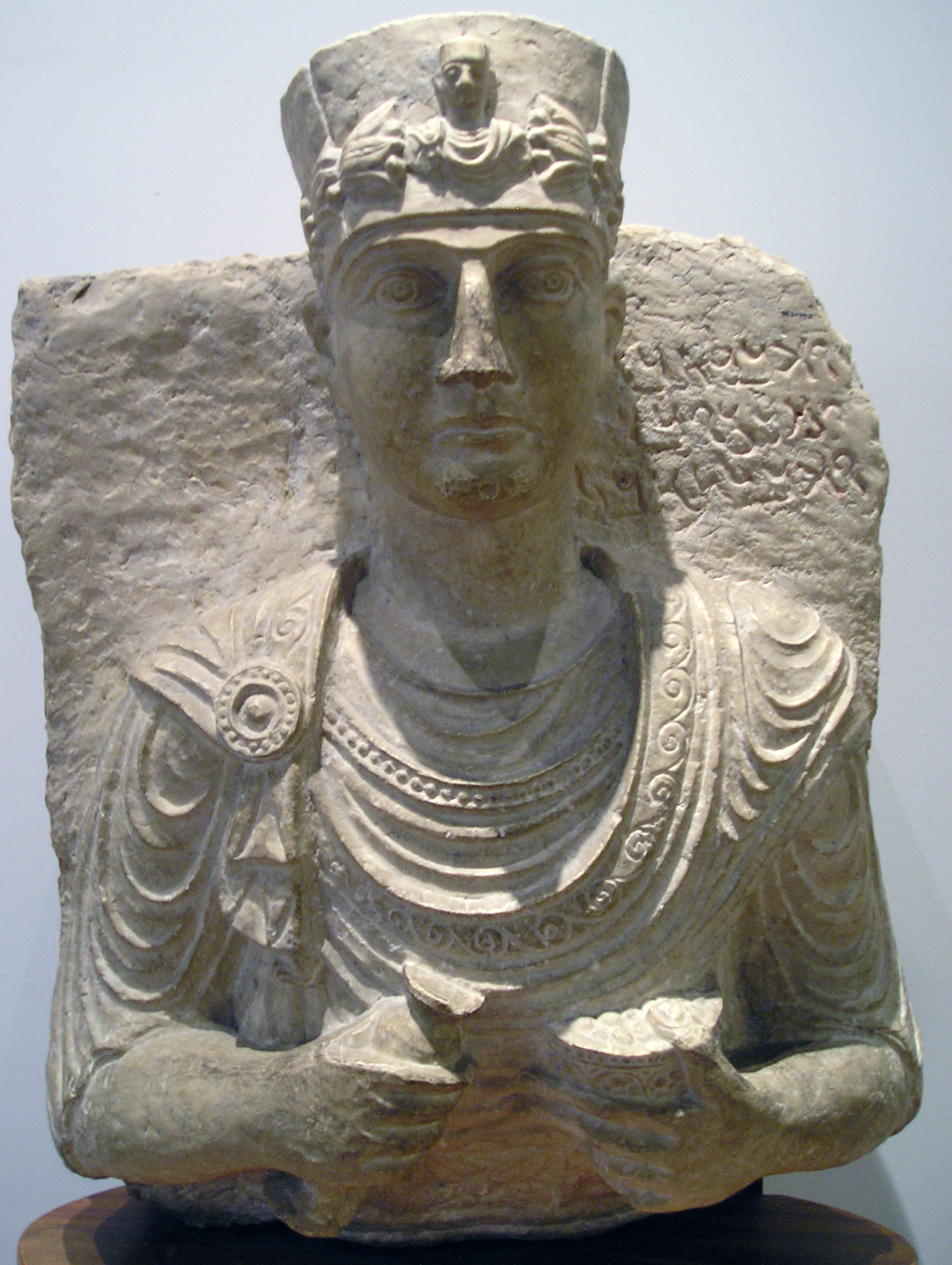
Надгробок невідомого, II ст н.е. Королівський музей Онтаріо, Канада.
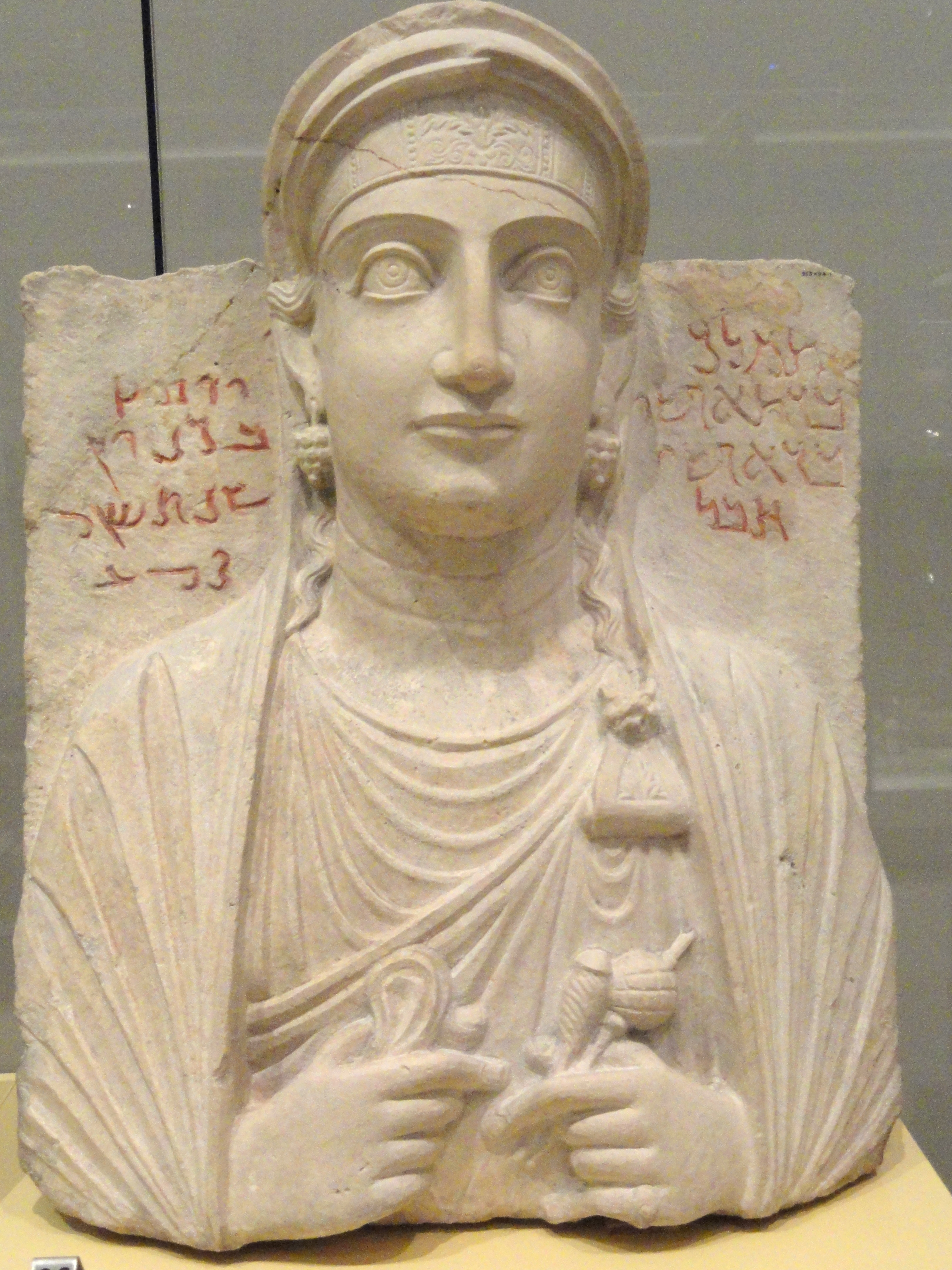
Тіклак, донька Апши, III ст. н.е. Королівський музей Онтаріо, Канада.
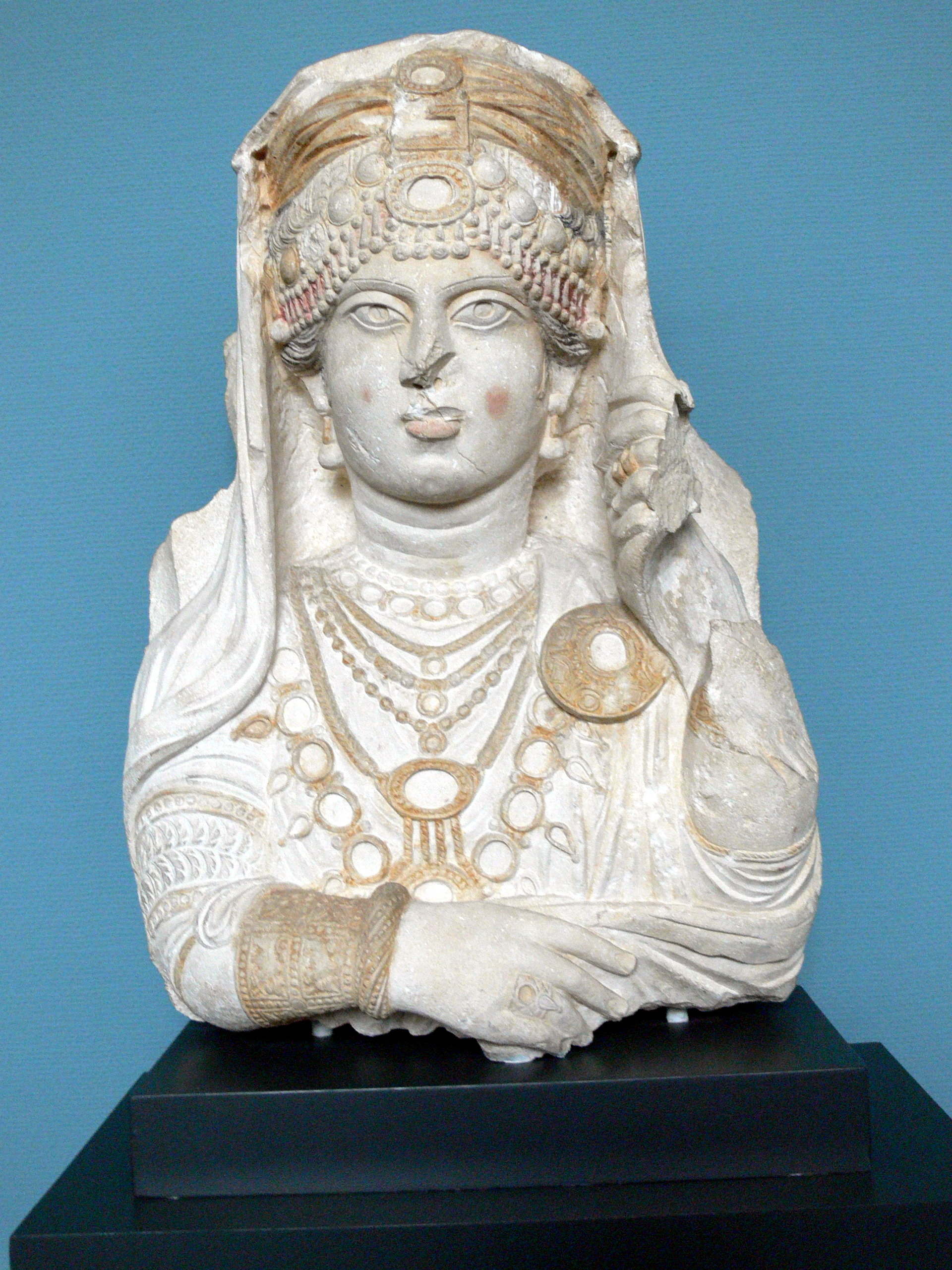
Уламок жіночого надгробка, Нова Карлсберзька гліптотека, Копенгаген, Данія
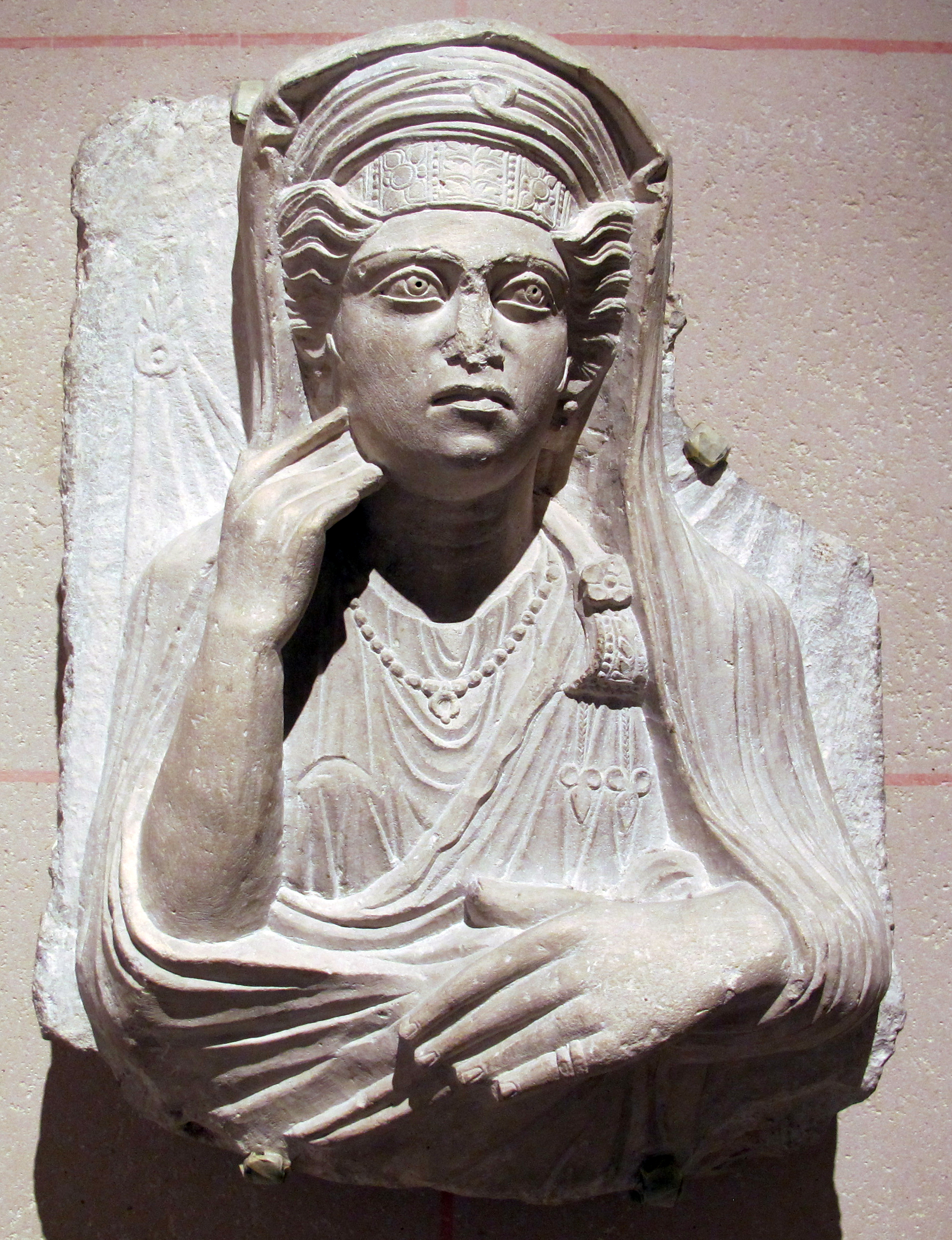
Уламок жіночого надгробка, Малий палац, Париж, Франція
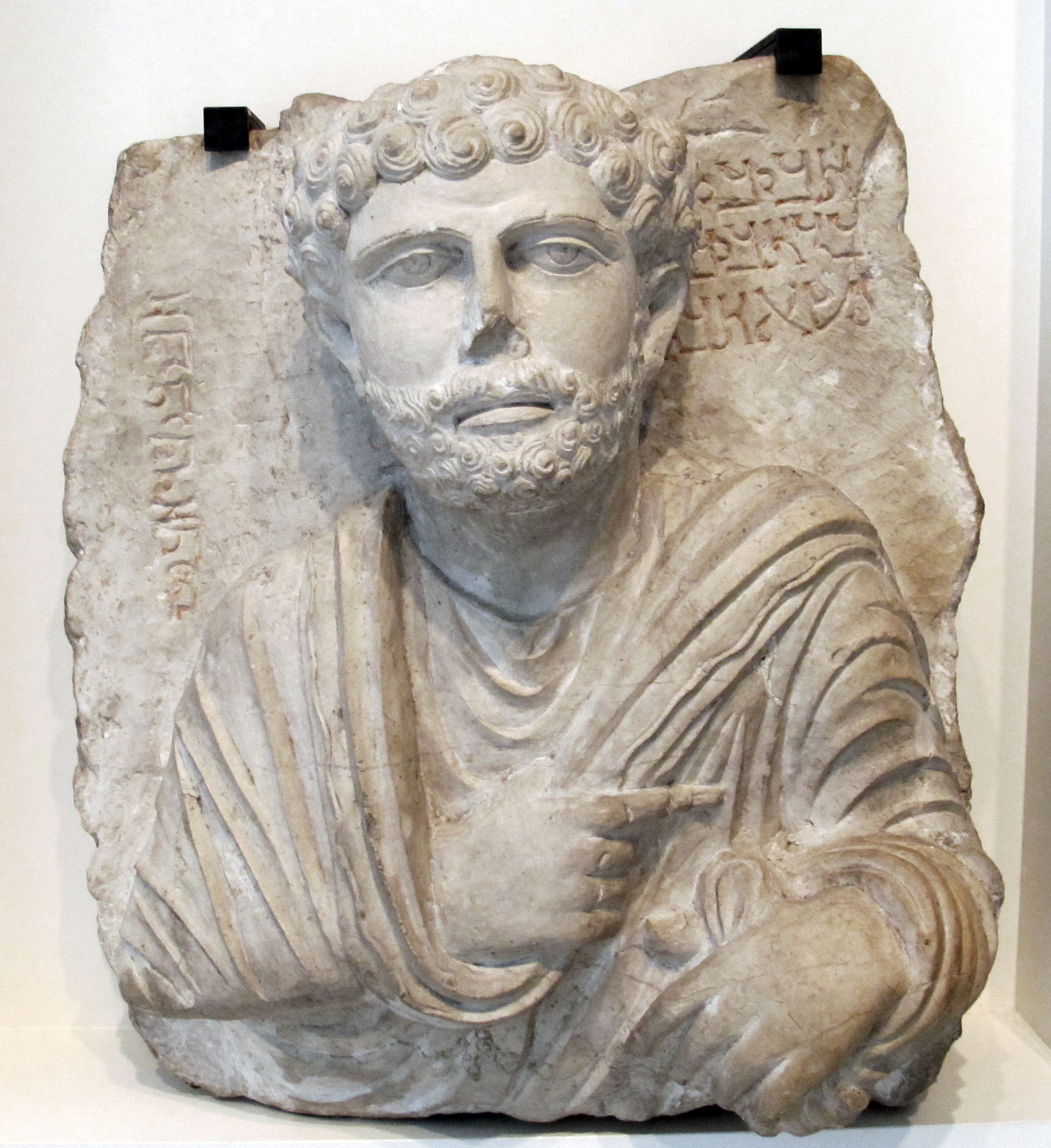
Чоловічий надгробок, бл. 200 р. н.е. Женевський музей мистецтва і історії, Женева, Швейцарія
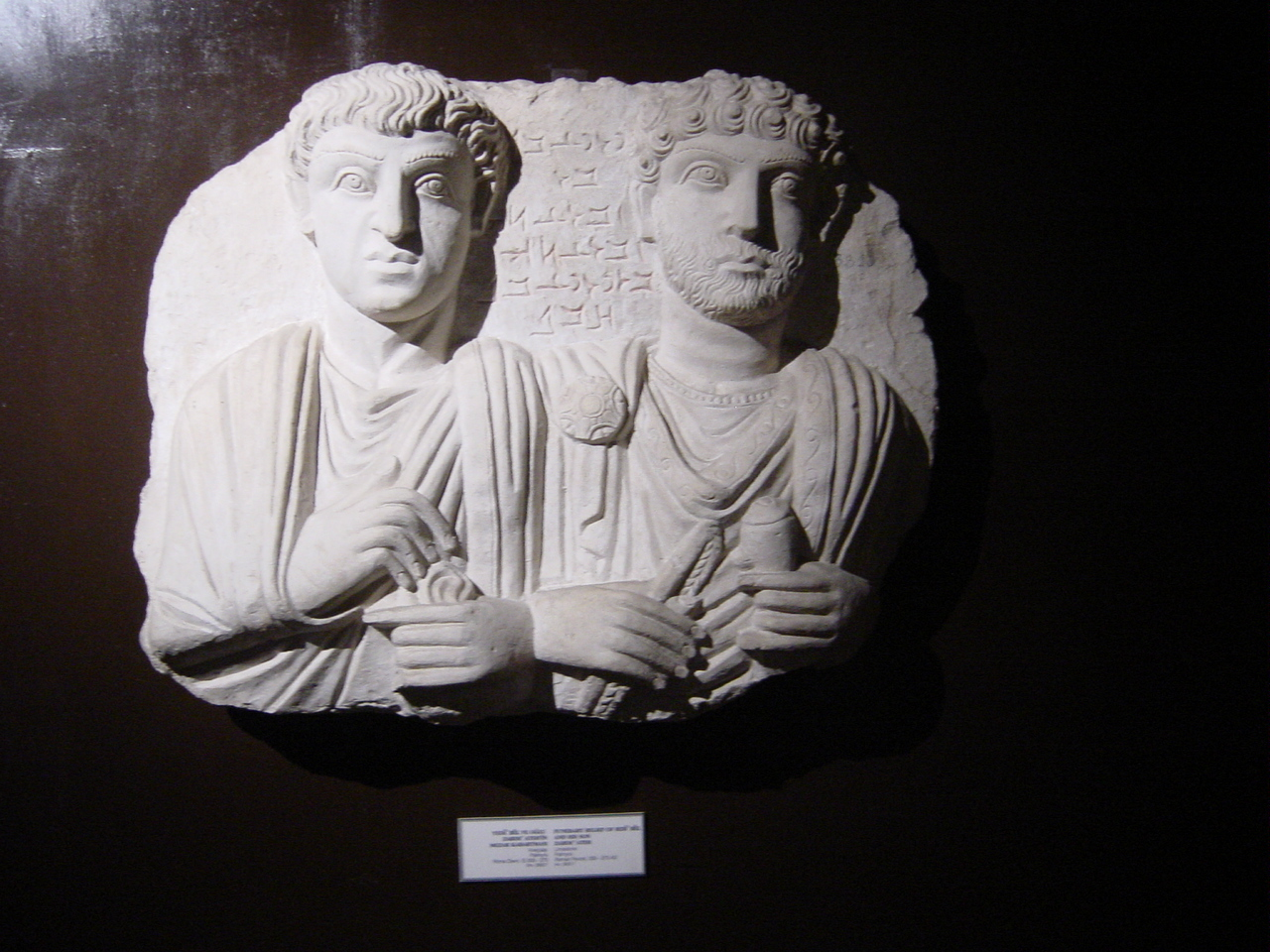
Подвійний надгробок чоловіків, Археологічний музей Стамбула, Туреччина.
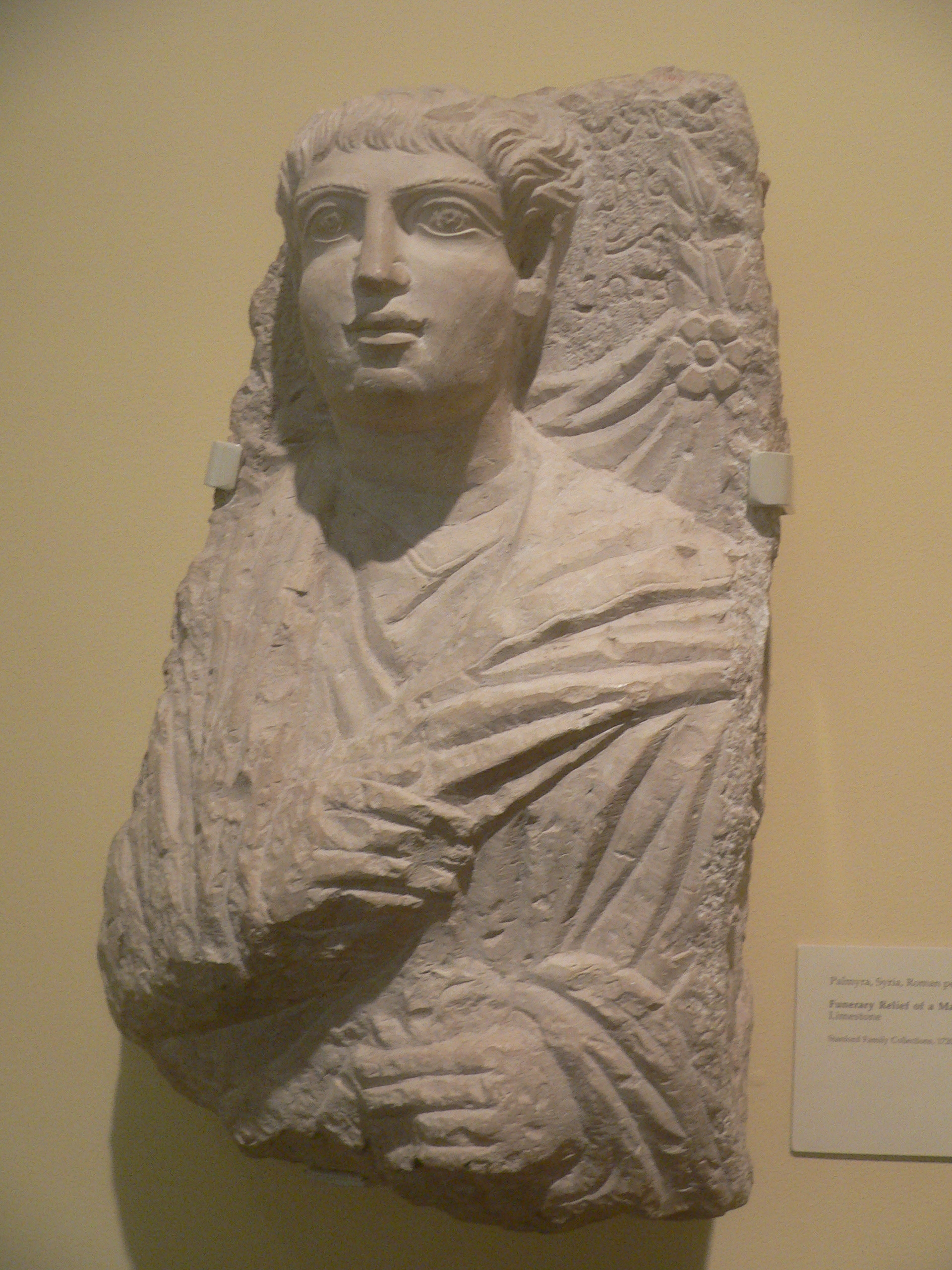
Чоловічий надгробок, бл. III ст. н.е., Музей Стенфорд, Сполучені Штати.
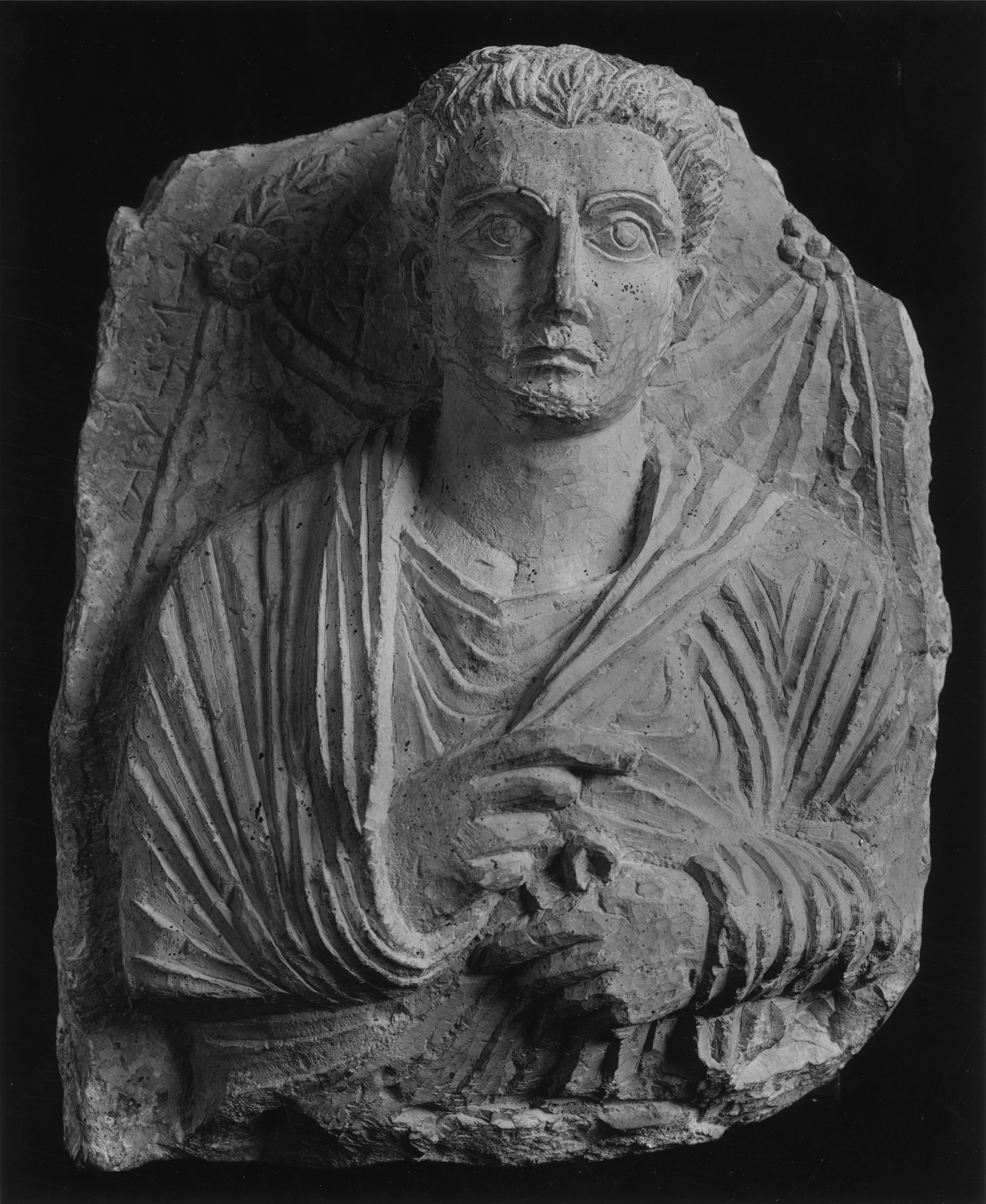
Чоловічий надгробок, Художній музей Волтерс, Сполучені Штати.